# Олексіївська сільська рада (Кодимський район)
Олексі́ївська сільська́ ра́да — адміністративно-територіальна одиниця та орган місцевого самоврядування в Кодимському районі Одеської області. Адміністративний центр — село Олексіївка.

## Загальні відомості
Олексіївська сільська рада утворена в 1918 році.
- Територія ради: 21,78 км²
- Населення ради: 976 осіб (станом на 2001 рік)

## Населені пункти
Сільській раді підпорядковані населені пункти:
- с. Олексіївка

## Населення
Згідно з переписом УРСР 1989 року чисельність наявного населення села становила 1109 осіб, з яких 482 чоловіки та 627 жінок.
За переписом населення України 2001 року в селі мешкало 975 осіб.

### Мова
Розподіл населення за рідною мовою за даними перепису 2001 року:
| Мова       | Відсоток |
| ---------- | -------- |
| українська | 95,59 %  |
| російська  | 1,95 %   |
| молдовська | 1,84 %   |
| білоруська | 0,10 %   |
| вірменська | 0,10 %   |
| інші       | 0,42 %   |

## Склад ради
Рада складається з 14 депутатів та голови.
- Голова ради: Контузоров Олександр Борисович

### Керівний склад попередніх скликань
| Прізвище, ім'я, по батькові    | Основні відомості                                                         | Дата обрання | Дата звільнення |
| ------------------------------ | ------------------------------------------------------------------------- | ------------ | --------------- |
| Контузов Олександр Борисович   | Сільський голова, 1962 року народження, член Народної партії              | 26.03.2006   | 31.10.2010      |
| Контузоров Олександр Борисович | Сільський голова, 1962 року народження, освіта вища, член Народної партії | 31.10.2010   |                 |

Примітка: таблиця складена за даними сайту Верховної Ради України

### Депутати
За результатами місцевих виборів 2010 року депутатами ради стали:

#### За суб'єктами висування
| Суб'єкт висування                                       | Кількість обраних депутатів | %    |
| ------------------------------------------------------- | --------------------------- | ---- |
| Партія регіонів                                         | 9                           | 64,3 |
| Самовисування                                           | 4                           | 28,6 |
| Політична партія Всеукраїнське об'єднання «Батьківщина» | 1                           | 7,1  |

#### За округами
| № округу                                                | Прізвище, ім'я, по батькові    | Дата визнання обраним | Освіта             | Партійна приналежність             | Відомості про обраного депутата                                          |
| ------------------------------------------------------- | ------------------------------ | --------------------- | ------------------ | ---------------------------------- | ------------------------------------------------------------------------ |
| Партія регіонів                                         |                                |                       |                    |                                    |                                                                          |
| 1                                                       | Білоус Олександр Анатолійович  | 05.11.2010            | середня            | член Партії регіонів               | фермерське господарство « Круїз», тимчасово не працює                    |
| 3                                                       | Воротило Жанна Олександрівна   | 05.11.2010            | середня спеціальна | позапартійна                       | Сільський фельдшерсько-акушерський пункт, фельшер                        |
| 4                                                       | Баркар Наталя Кирилівна        | 05.11.2010            | середня            | позапартійна                       | тимчасово не працює                                                      |
| 7                                                       | Бойков Володимир Володимирович | 05.11.2010            | середня            | член Партії регіонів               | тимчасово не працює                                                      |
| 8                                                       | Кравець Олександр Іванович     | 05.11.2010            | середня спеціальна | член Партії регіонів               | фермерське господарство «Круїз», тракторист                              |
| 9                                                       | Томак Тамара Олександрівна     | 05.11.2010            | вища               | член Партії регіонів               | фермерське господарство «Борисове», бухгалтер                            |
| 10                                                      | Томак Анатолій Миколайович     | 05.11.2010            | середня            | член Партії регіонів               | фермерське господарство «Борисове», бригадир                             |
| 12                                                      | Шпак Андрій Григорович         | 05.11.2010            | середня спеціальна | член Партії регіонів               | тимчасово не працює                                                      |
| 14                                                      | Шевчук Світлана Григорівна     | 05.11.2010            | середня            | член Партії регіонів               | приватний підприємець                                                    |
| Політична партія Всеукраїнське об'єднання «Батьківщина» |                                |                       |                    |                                    |                                                                          |
| 11                                                      | Чоборін Олександр Григорович   | 05.11.2010            | вища               | позапартійний                      | Олексіїський сілький будинок культури, директор                          |
| Самовисування                                           |                                |                       |                    |                                    |                                                                          |
| 2                                                       | Гарам Людмила Леонідівна       | 05.11.2010            | вища               | член Народної партії               | Олексіївська сільська рада, секретар                                     |
| 5                                                       | Заболотна Оксана Григорівна    | 05.11.2010            | вища               | позапартійна                       | Олексіївська сільська рада, спеціаліст по веденню бухгалтерського обліку |
| 6                                                       | Бандура Євдокія Андріївна      | 05.11.2010            | середня спеціальна | член Соціалістичної партії України | приватний підприємець «Кукумань Л. О.», продавець                        |
| 13                                                      | Шпора Володимир Михайлович     | 05.11.2010            | середня спеціальна | член Народної партії               | тимчасово не працює                                                      |